# The Score
The Score (tựa tiếng Việt: Siêu trộm hay Siêu trộm đọ tài) là một phim về tội phạm, phim hành động sản xuất năm 2001 của đạo diễn Frank Oz với các diễn viên Robert De Niro, Edward Norton, Angela Bassett và Marlon Brando trong vai diễn cuối cùng của ông. Kịch bản phim được dựa trên một câu chuyện của Daniel E. Taylor và người đạt giải Emmy: Kario Salem.
Đó là lần duy nhất Brando và De Niro đã xuất hiện cùng nhau trong một bộ phim, mặc dù trước đó họ đã diễn cho một nhân vật Vito Corleone và cả hai đã giành giải Oscar trong hai phần khác nhau của phim Bố già phần I và Bố già phần II tương ứng.

## Nội dung
Sau khi suýt bị bắt trong một vụ trộm thông thường, trở về công việc thường ngày, ông chủ một quầy rượu có phục vụ nhạc jazz, Vua bẻ khóa két sắt Nick Wells (Robert De Niro) quyết định đó là lần cuối cùng để giải nghệ. Bạn gái của Nick, Diane (Angela Bassett), một tiếp viên hàng không, đề cao quyết định này, hứa hẹn sẽ cam kết công khai mối quan hệ của họ nếu anh ta sẽ thực sự làm ăn lương thiện. Tuy nhiên Nick bị dụ dỗ tham gia một vụ trộm cuối cùng bởi người môi giới Max (Marlon Brando). Công việc có trị giá 4.000.000 USD trả cho Nick, để trộm một vương trượng, được tiết lộ là một bảo vật quốc gia của Pháp. Nó được giấu trong chân gỗ của một cây đàn piano cổ, nhập lậu qua Canada vào Hoa Kỳ, nhưng đã vô tình được phát hiện ra trong khi tiêu hủy hàng lậu, sau đó nó được tạm giữ trong tầng hầm cực kỳ an toàn của Hải quan Montréal.
Max giới thiệu Jack Teller (Edward Norton) với Nick, một tên trộm đầy tham vọng đã thâm nhập vào tòa nhà Hải quan và đã tiếp cận thông tin liên quan đến an ninh bằng cách giả vờ là một người thiểu năng giúp việc tình nguyện tên là Brian. Nick thuê một hacker máy tính Steven (Jamie Harrold) thâm nhập vào hệ thống an ninh của Hải quan Montréal để có được mã số kiểm soát các giao thức cảnh báo an ninh của hệ thống báo động. Steven bị phát hiện, tuy nhiên Quản trị viên hệ thống an ninh tham nhũng đã ra giá cho Nick 50,000 USD cho các mã số này. Tình hình trở nên phức tạp hơn khi bộ phận an ninh của Hải quan nhận thức được giá trị thực sự của vương trượng và cho lắp thêm camera an ninh và thiết bị dò hồng ngoại để theo dõi phòng chứa tang vật trong tầng hầm khi chuẩn bị trả lại vương trượng cho chủ sở hữu hợp pháp của nó.
Nick đi vào kho chứa tang vật của sở Hải quan qua đường cống thoát nước, cùng lúc Jack sử dụng các mật mã để máy quay an ninh mất tín hiệu tạm thời để khi Nick vào kho hàng. Trong lúc đó người lao công già tình cờ gặp Jack, nhưng Jack đã nhốt ông vào trong một phòng nhỏ gần đó. Trong khi đó Nick xả đầy nước vào trong két sắt, nơi chứa vương trượng và cho chất nổ vào bên trong két làm cho cánh cửa két sắt bị bật tung ra. Nick nhanh chóng gói vương trượng để đi, nhưng Jack đã đứng chờ và dùng súng đòi ông giao vương trượng. Nick miễn cưỡng từ bỏ hợp tác với Jack và vài giây sau, còi báo động an ninh đã hú inh ỏi, toàn bộ các nhân viên an ninh vội vã đến hiện trường. Nick đu dây chạy khỏi kho hàng bằng lối xuống cống thoát nước, trong khi Jack quay trở lên cầu thang, nhét túi đựng vương trượng bên trong bộ quần áo bảo hộ của mình và vượt qua các cảnh sát đến ứng phó với vụ trộm tại cổng chính của Sở Hải quan. Nick cũng thoát khỏi các nhân viên an ninh đuổi theo anh ta và mau chóng ra khỏi đường hầm.
Sau khi chạy bộ đến trạm xe buýt đầu tiên để chạy trốn khỏi thành phố, Jack gọi điện cho Nick để hả hê nhưng bị sốc khi phát hiện ra rằng Nick đã dự đoán trước kế hoạch của mình. Jack mở túi mà Nick đưa cho mình và tìm thấy một thanh sắt giả vương trượng của Nick. Lập luận trong cuộc gọi của Nick đã tránh được mối đe dọa tố cáo trả thù của Jack, Nick khuyên Jack chạy trốn trước khi bị sự truy nã gắt gao của cảnh sát. Jack đứng chết lặng bên trạm xe buýt cho kế hoạch non kém của mình trước Nick. Sau đó, Max mỉm cười khi xem tin tức phát sóng báo cáo truy nã lớn được tổ chức để tìm Jack, nghi can chính của vụ trộm, và một đồng phạm không thể xác định. Nick sau đó gặp Diane tại sân bay khi cô kết thúc chuyến bay, Nick kéo vali hành lý cho Diane và họ cùng nhau trở về nhà.

## Các diễn viên
- Robert De Niro vai Nick Wells, một tên trộm kỳ cựu bị cám dỗ bởi một khoản tiền giá trị để giải nghệ.
- Edward Norton vai Jack Teller, người tìm cách khẳng định mình như một tên tội phạm có năng lực.
- Marlon Brando vai Max, người trung gian tiêu thụ hàng trộm cắp.
- Angela Bassett vai Diane, Tiếp viên hàng không, bạn gái của Nick.
- Gary Farmer vai Burt, người phục vụ an ninh trung thành của Nick.
- Jamie Harrold vai Steven, một hacker máy tính, cung cấp các mã số an ninh cho Nick.
- Richard Waugh vai Sapperstien, quản trị hệ thống an ninh.
- Jean-René Ouellet vai André, người quản lý camera an ninh.

## Sản xuất
Trong thời gian thực hiện phim, Brando thường hay tranh cãi với Oz và gọi ông ta là "Miss Piggy" (một nhân vật lợn cái có cá tính đặc biệt được phát triển bởi Oz). Sau đó, Oz đã nhận lỗi về mình vì sự căng thẳng và giải thích xu hướng đáp ứng với phong cách diễn xuất của Brando là đối đầu hơn là dung dưỡng.